# Palazzo Mastelloni
Le Palazzo Mastelloni est un palais historique de Naples situé le long de la via Toledo, au numéro 6 de la piazza Carità.
Déjà construit en 1687, il est endommagé à la suite d'un tremblement de terre. Le palais est acheté par  la famille Mastelloni en 1732 et sa restauration est confiée à  l'architecte Niccolò Tagliacozzi Canale.
De style rococo, l'édifice est richement décoré de stucs sur les façades et le portail : caractéristique est son escalier ouvert à deux rampes symétriques et courbes situé dans la cour.
Luisa Sanfelice habita dans ce palais et y fut arrêtée en 1799.

## Sources
- (it) Cet article est partiellement ou en totalité issu de l’article de Wikipédia en italien intitulé « Palazzo Mastelloni » (voir la liste des auteurs).